# Wendelstein (Mittelfranken)

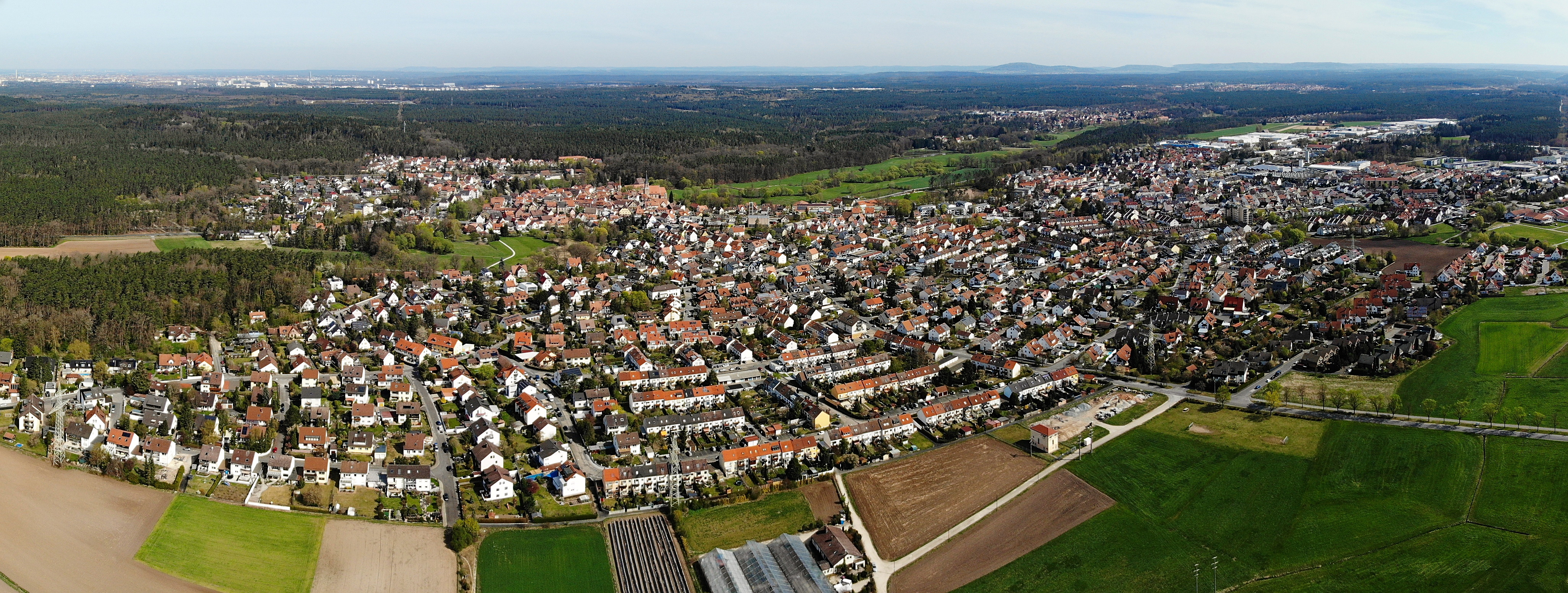
Wendelstein, Panorama (Luftaufnahme, 2020)

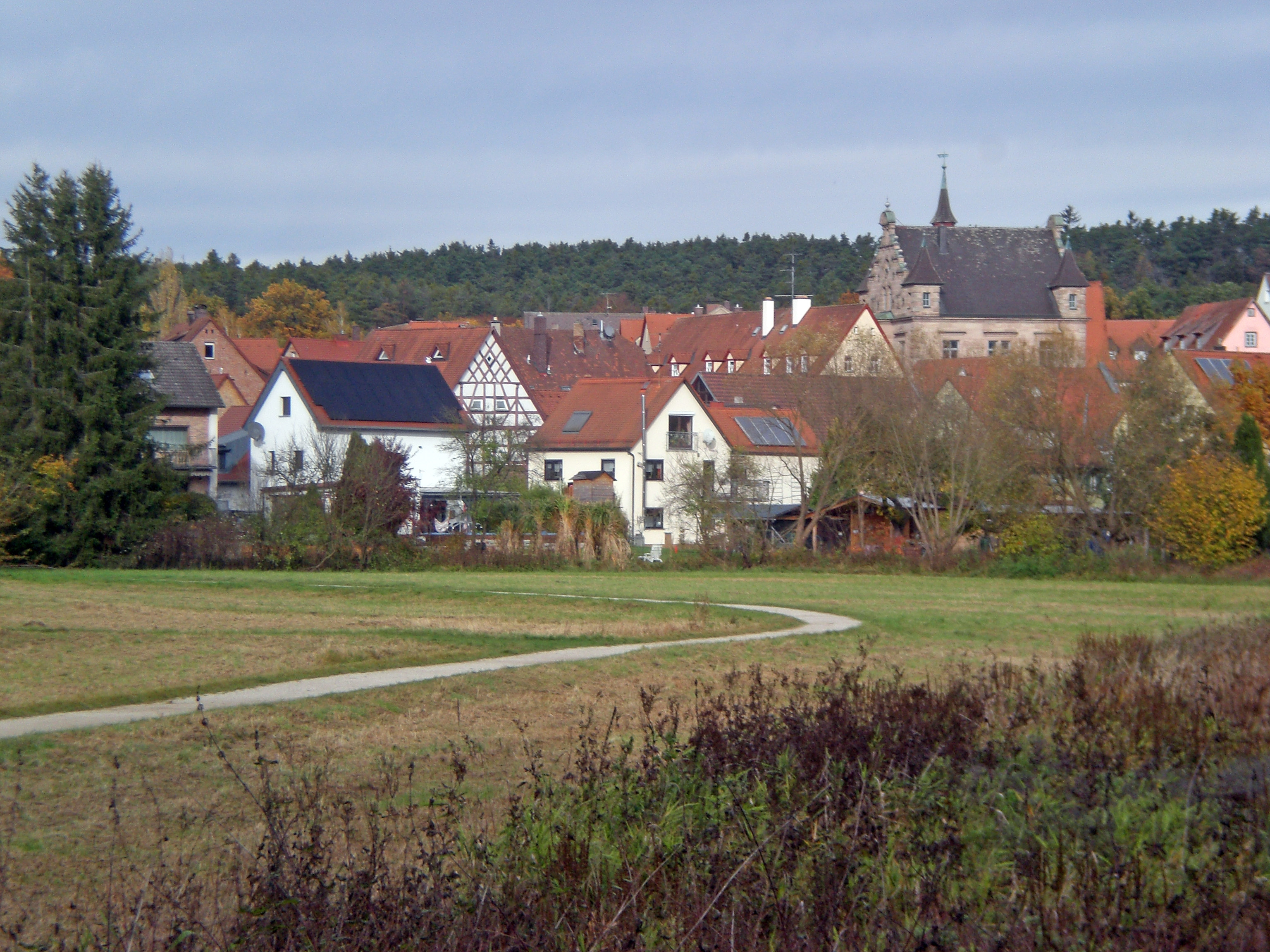
Wendelstein, Sicht von Süden (2023)

Wendelstein (fränkisch: Wändlschda) ist ein Markt im mittelfränkischen Landkreis Roth in Bayern und liegt direkt angrenzend am südlichen Stadtrand Nürnbergs.

## Geographie

### Lage
Der Ort liegt etwa 13 km südsüdöstlich des Zentrums der Stadt Nürnberg im Schwarzachtal und grenzt nördlich an das Gebiet von Nürnberg, östlich an Feucht, Schwarzenbruck und Pyrbaum, südlich an Allersberg, Schwanstetten sowie westlich an Rednitzhembach und Schwabach. Zum Gemeindegebiet gehört auch eine ein Quadratkilometer große, unbewohnte Exklave im Lorenzer Reichswald nördlich des ehemaligen MUNA-Geländes.

### Gemeindegliederung
Es gibt 13 Gemeindeteile (in Klammern ist der Siedlungstyp angegeben):
- Dürrenhembach (Weiler)
- Erichmühle (Einöde)
- Großschwarzenlohe (Kirchdorf)
- Gugelhammer (Weiler)
- Kleinschwarzenlohe (Kirchdorf)
- Königshammer (Einöde)
- Nerreth (Weiler)
- Neuses (Dorf)
- Raubersried (Dorf)
- Röthenbach b.Sankt Wolfgang (Pfarrdorf)
- Sorg (Dorf)
- Sperberslohe (Dorf)
- Wendelstein (Hauptort)

Es gibt auf dem Gemeindegebiet die Gemarkungen Forst Kleinschwarzenlohe (Gemarkungsteil 2), Großschwarzenlohe (Gemarkungsteil ), Kleinschwarzenlohe (Gemarkungsteil 1), Raubersried, Röthenbach bei Sankt Wolfgang und Wendelstein. Die Gemarkung Wendelstein hat eine Fläche von 7,407 km². Sie ist in 4949 Flurstücke aufgeteilt, die eine durchschnittliche Fläche von 1496,67 m² haben.

## Geschichte
Durch vereinzelte Funde weiß man, dass sich schon in der Steinzeit Menschen in der Gegend des heutigen Wendelsteins aufhielten. Gräberfunde von 1984 belegen eine Besiedelung des Gebietes entlang der Schwarzach in der späten Bronzezeit um 1300 v. Chr.

### Mittelalter und Frühe Neuzeit
Der Ort wurde 1259 als „Wendelsteyn“ erstmals urkundlich erwähnt. Der ursprüngliche Burgname bedeutet Turm mit einer Wendeltreppe. Nach einer Legende sei der Name jedoch von den Wenden, einem slawischen Volksstamm, abgeleitet.
Keimzelle des Ortes war ein fränkischer Tafelhof in der Schleife der Schwarzach.
Die an der Schwarzach liegenden Gemeindeteile Wendelsteins waren von 1505 bis 1806 Grenzorte zwischen den Landgebieten der Reichsstadt Nürnberg und dem Fürstentum Ansbach.
Die erste Erwähnung einer Kirche, vermutlich eine Kapelle, stammt aus dem Jahr 1325. Aus dieser entstand im 14. Jahrhundert die Wehrkirche St. Georg; sehenswert ist der renovierte Dreikönigs-Flügelaltar aus dem Jahr 1510 von Hans Süß von Kulmbach. Es gab am Ort insgesamt sechs Herrenhöfe, von denen drei noch stehen (das „Wendelsteiner Schlösschen“, Kirchenstraße 3, das „Pfinzingschlösschen“, Mühlstraße 9, und das Herrenhaus der „Endterschen Papiermühle“, Fabrikstraße 16, welches 1630 der bedeutende Drucker und Buchhändler Wolfgang Endter (1593–1659) errichten ließ).
Ab dem 15. Jahrhundert waren Messerer und Klingenschmiede in Wendelstein ansässig.
Gegen Ende des 18. Jahrhunderts gab es in Wendelstein 111 Anwesen, zwei Amtshäuser, ein Schulhaus, eine Gerichtschreiberei, ein Hirtenhaus, eine Hebammenwohnung, ein Pfarrhaus, ein Mesnerhaus und eine Pfarrkirche. Das Hochgericht übte das brandenburg-ansbachische Richteramt Wendelstein aus. Die Dorf- und Gemeindeherrschaft hatte zu 1⁄4 das Richteramt Wendelstein und zu 3⁄4 das Spitalamt Heilig Geist der Reichsstadt Nürnberg inne. Grundherren waren
- das Fürstentum Ansbach (Richteramt Wendelstein: 5 Häuser; Gemeinde Wendelstein: 12 Häuser, 2 Halbhäuser; Pfarrei Wendelstein: 2 Tafernwirtschaften, 12 Häuser; Kirchenstiftung Wendelstein: 1 Tafernwirtschaft, 2 Häuser),
- die Reichsstadt Nürnberg (Spitalamt Hl. Geist: 1 Ganzhof, 1 Halbhof, 1 Gut mit Zapfenwirtschaft, 7 Tafernwirtschaften, 43 Häuser, 2 Hufschmieden, 1 Papiermühle, 1 Klingenschmiede mit Schleifmühle, 1 Schäfershof; 1 ehemaliges Badhaus; Pfinzing-Stiftung: 1 Halbhof, 1 Halbhof mit Tafernwirtschaft, 10 Häuser, 1 Herrenhäuslein, 1 Eisenhammer, 1 Mahlmühle),
- der Nürnberger Eigenherr von Behaim (3 Häuser).[14]

Es gab 105 Untertansfamilien, von denen 79 ansbachisch waren.

### 19. bis 21. Jahrhundert

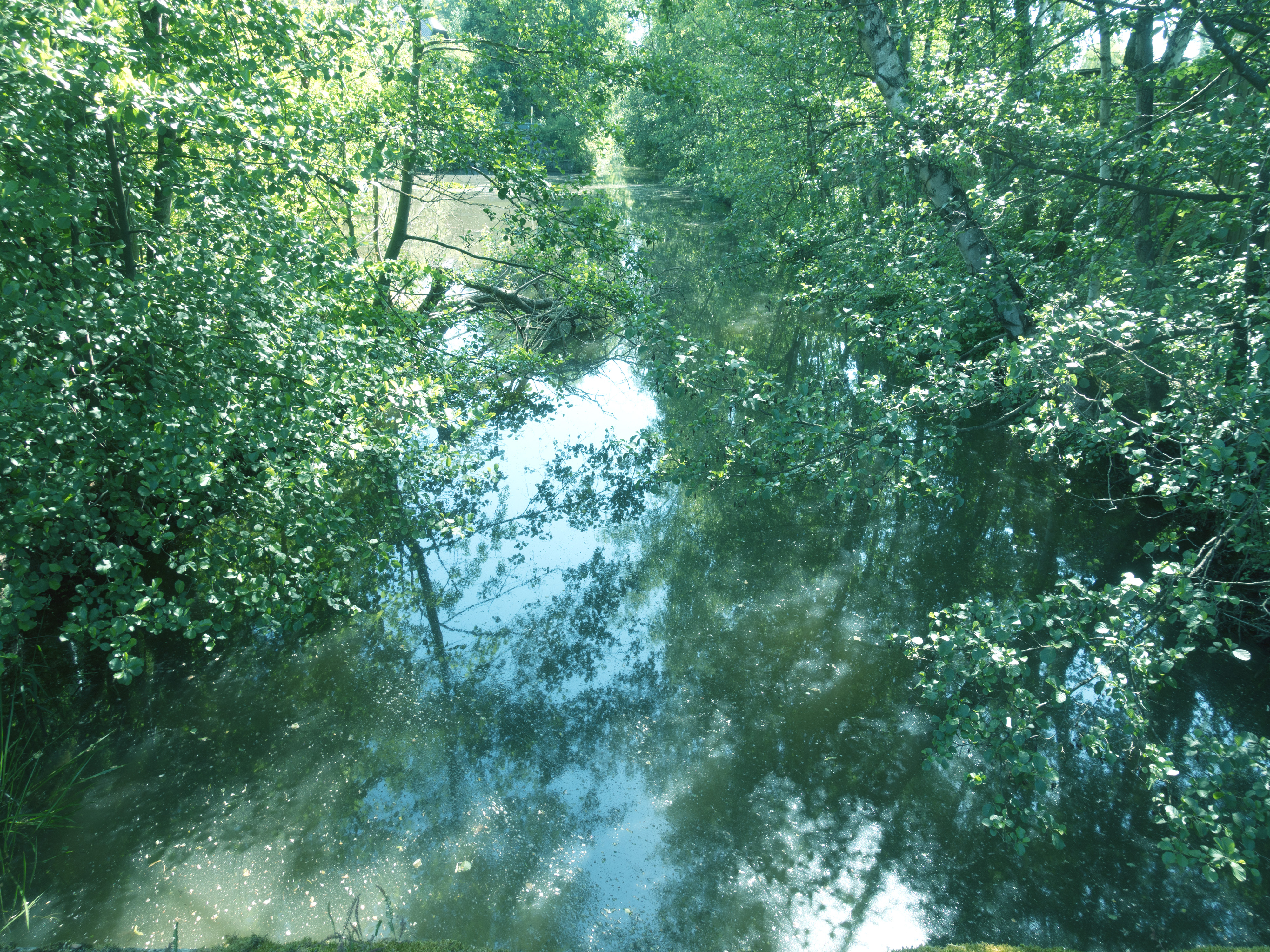
Hafen in Wendelstein

Von 1797 bis 1808 unterstand Wendelstein dem Justiz- und Kammeramt Schwabach. 1806 kam der Ort an das Königreich Bayern.
Mit dem Gemeindeedikt wurde 1808 der Steuerdistrikt Wendelstein gebildet, zu der Zollhaus gehörte. 1818 entstand die Ruralgemeinde Wendelstein, die mit dem Steuerdistrikt deckungsgleich war. Sie war in Verwaltung und Gerichtsbarkeit dem Landgericht Schwabach zugeordnet und in der Finanzverwaltung dem Rentamt Schwabach (1919 in Finanzamt Schwabach umbenannt). Ab 1862 gehörte Wendelstein zum Bezirksamt Schwabach (1939 in Landkreis Schwabach umbenannt). Die Gerichtsbarkeit blieb beim Landgericht Schwabach (1879 in Amtsgericht Schwabach umbenannt). Die Gemeinde hatte 1964 eine Gebietsfläche von 7,295 km².
Mit der Industrialisierung im 19. Jahrhundert siedelten sich Drechsler und Metalldrücker an, der Sandsteinabbau in Wernloch wurde intensiviert. Im Jahre 1843 wurde der Ludwig-Donau-Main-Kanal im Norden von Wendelstein gebaut, 1886 wurde der Hafen Wendelstein zusätzlich mit der Bahnstrecke Feucht–Wendelstein erschlossen.
Im Jahre 1886 nahm die Bahnstrecke Feucht–Wendelstein den Betrieb auf, 1955 wurde der Personenverkehr eingestellt. Mit der Beendigung des Güterverkehrs 1960 wurden die Gleise abgebaut.

### Eingemeindungen
Am 1. Juli 1971 wurde im Zuge der Gebietsreform in Bayern die Gemeinde Raubersried eingegliedert. Am 1. Mai 1978 kamen Röthenbach, Groß- und Kleinschwarzenlohe mit ihren Gemeindeteilen dazu.

### Einwohnerentwicklung
Gemeinde Wendelstein
| Jahr      | 1987   | 2007   | 2010   | 2013   | 2014   | 2015   | 2016   | 2017   | 2018   | 2019   | 2020   | 2021   | 2022   |
| Einwohner | 13.809 | 15.928 | 15.763 | 15.612 | 15.648 | 15.699 | 15.717 | 15.788 | 15.833 | 15.757 | 15.808 | 15.909 | 16.089 |
| Häuser    | 3820   |        |        | 4685   | 4709   | 4726   | 4743   | 4763   | 4791   | 4800   | 4809   | 4877   | 4949   |
| Quelle    | [ 21 ] | [ 22 ] | [ 22 ] | [ 22 ] | [ 22 ] | [ 22 ] | [ 23 ] | [ 23 ] | [ 23 ] | [ 23 ] | [ 24 ] | [ 24 ] | [ 24 ] |

Ort Wendelstein (= Gemeinde Wendelstein bis zur Gebietsreform)
| Jahr      | 1818   | 1840   | 1852   | 1855   | 1861   | 1867   | 1871   | 1875   | 1880   | 1885   | 1890   | 1895   | 1900   | 1905   | 1910   | 1919   | 1925   | 1933   | 1939   | 1946   | 1950   | 1952   | 1961   | 1970   | 1987   | 2025   |
| Einwohner | 1137   | 1114   | 1343   | 1285   | 1310   | 1255   | 1263   | 1339   | 1347   | 1394   | 1433   | 1718   | 1600   | 1600   | 1628   | 1520   | 1640   | 1801   | 1985   | 2605   | 2827   | 2745   | 2960   | 4735   | 5642   | 7386   |
| Häuser    | 160    | 145    |        |        |        |        | 175    |        |        | 192    | 203    |        | 210    |        |        |        | 226    |        |        |        | 299    |        | 472    |        | 1546   |        |
| Quelle    | [ 25 ] | [ 26 ] | [ 27 ] | [ 27 ] | [ 28 ] | [ 29 ] | [ 30 ] | [ 31 ] | [ 32 ] | [ 33 ] | [ 34 ] | [ 27 ] | [ 35 ] | [ 27 ] | [ 36 ] | [ 27 ] | [ 37 ] | [ 27 ] | [ 27 ] | [ 27 ] | [ 38 ] | [ 27 ] | [ 17 ] | [ 39 ] | [ 21 ] | [ 40 ] |

## Politik

### Marktgemeinderat

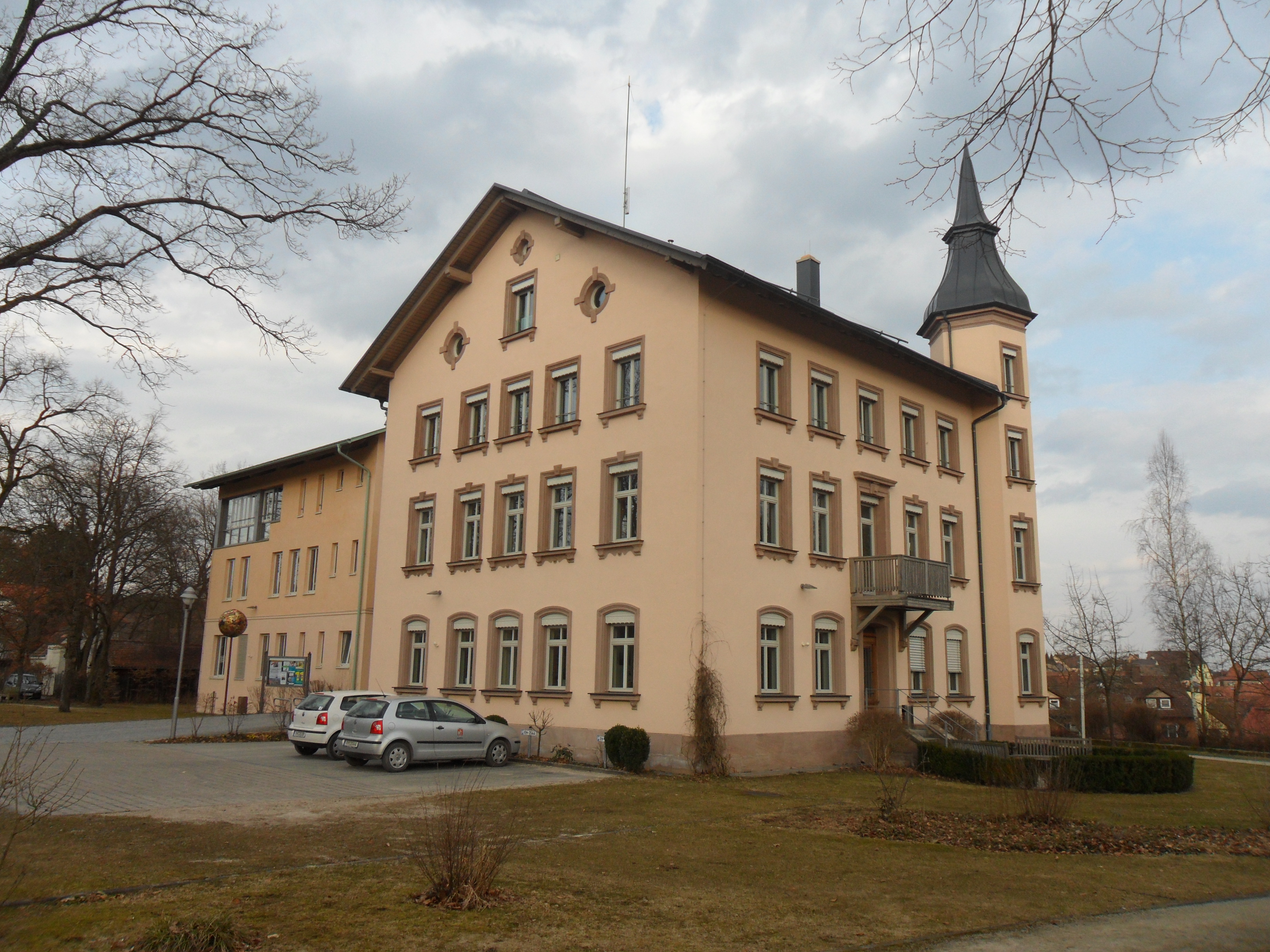
Neues Rathaus Wendelstein

Der Marktgemeinderat besteht aus 24 Mitgliedern. Bei der Kommunalwahl am 15. März 2020 führte das Ergebnis zu folgender Sitzverteilung:
| Partei | CSU | SPD | Grüne | FW | FDP |
| Sitze  | 11  | 6   | 4     | 2  | 1   |

### Bürgermeister
Seit Mai 2008 ist Werner Langhans Bürgermeister. Er wurde bei der Kommunalwahl am 15. März 2020 mit 59,81 % der gültigen Stimmen im Amt bestätigt.

### Gemeindepartnerschaften
Seit 2001 bestehen Gemeindepartnerschaften mit Saint-Junien, Frankreich und Żukowo, Polen.

### Wappen und Flagge
Wappen
| Wappen von Wendelstein | Blasonierung: „In Rot ein silbern gekleideter Steinhauer mit Kappe und goldenem Schurzfell, der auf silbernem Boden steht und einen behauenen silbernen Stein auf der Spitze wendet.“ |
| Wappen von Wendelstein | Wappenbegründung: Das Gericht Wendelstein erhielt 1529 ein Siegel, darin ein Mann, der einen Quaderstein wendet. Er steht redend für den Ortsnamen. In den späteren Siegeln nach 1638 wird der Mann als Steinhauer dargestellt als Hinweis auf das hiesige Steinhauergewerbe. Die erste farbige Abbildung ist aus dem Jahr 1718 belegt. Als Steinrelief ist das Wappen auf dem Marktbrunnen von 1878 überliefert. |

Flagge
Die Gemeindeflagge ist weiß-rot.

### Mittelzentrum

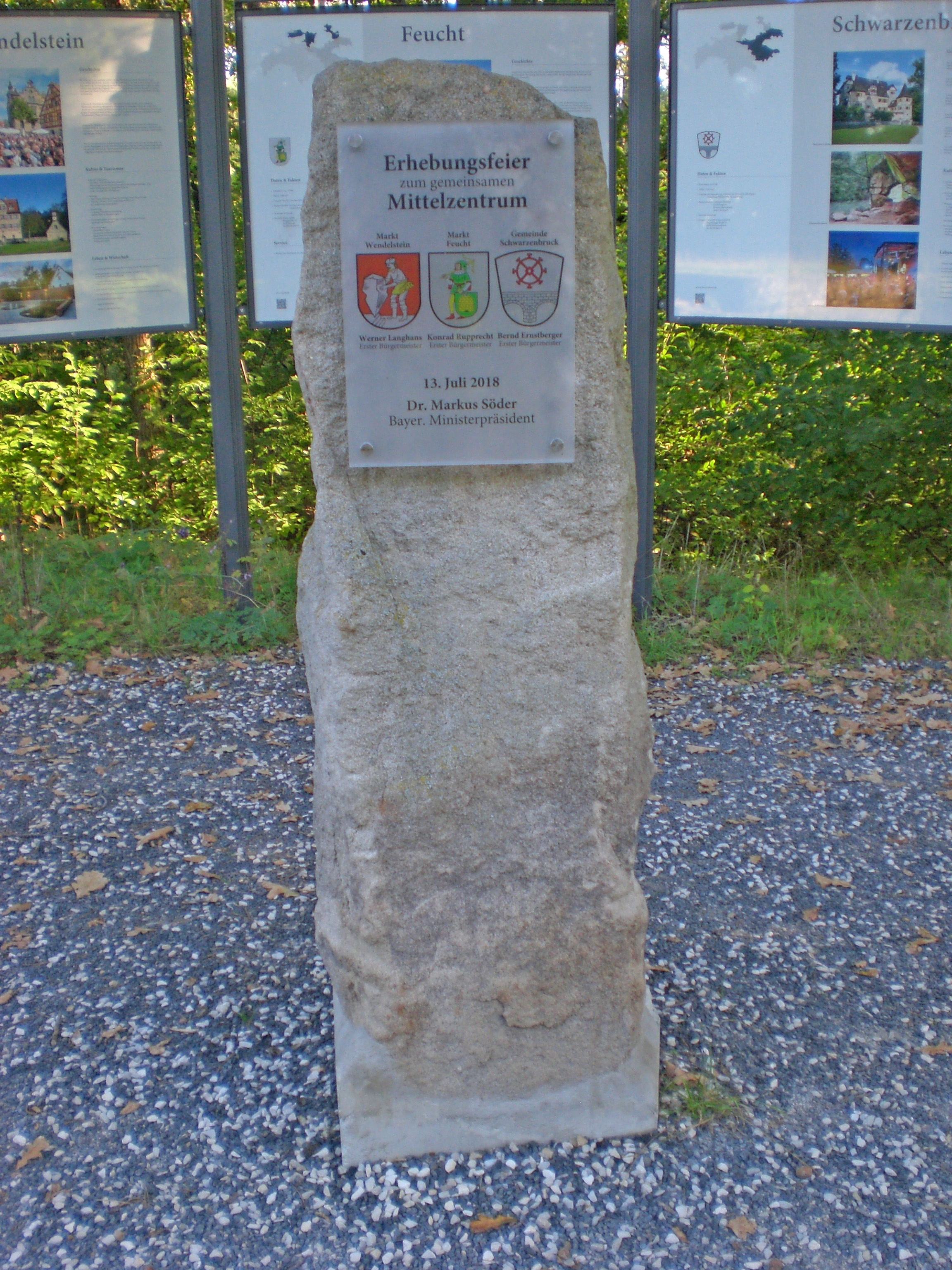
Gedenkstein Mittelzentrum

Die Marktgemeinden Feucht und Wendelstein sowie die Gemeinde Schwarzenbruck bilden zusammen ein Mittelzentrum. Hier sind Einrichtungen der Aus- und Weiterbildung, weiterführende Schulen (z. B. Gymnasien und Realschulen) sind hiernach vor allem in Mittel- und Oberzentren anzusiedeln. Auch bei der Standortwahl für staatliche Behörden gilt dieses. Am 13. Juli 2018 wurde zur Erhebungsfeier von Markus Söder ein Gedenkstein am Alten Kanal eingeweiht. Am Standort befinden sich Informationstafeln der Gemeinden.

## Wirtschaft und Verkehr

### Wirtschaft
Es gibt drei ausgewiesene Industriegebiete in den Gemeindeteilen Wendelstein und Röthenbach bei Sankt Wolfgang. Zum Gemeindegebiet gehört auch ein Teil des Gewerbeparks Nürnberg-Feucht (die anderen Teile gehören zur Stadt Nürnberg und zum Markt Feucht) und ein kleinerer Teil der Autobahnraststätte Nürnberg/Feucht (der größere Teil gehört zur Gemeinde Schwarzenbruck). Nicht zum Gemeindegebiet gehört der Forst Kleinschwarzenlohe, der gemeindefreies Gebiet ist.

### Verkehr
Die Staatsstraße 2239 führt an Röthenbach vorbei zur Anschlussstelle 47-Ost der Bundesautobahn 73 (2,6 km nordöstlich) bzw. über Kleinschwarzenlohe und Neuses zu einer Anschlussstelle der Bundesstraße 2 (6 km südwestlich). Die Staatsstraße 2225 führt zur Anschlussstelle 47-West der B 73 (1 km nördlich) bzw. über Sperberslohe nach Allersberg in der Nähe der Anschlussstelle 55 der Bundesautobahn 9 (14 km südlich). Gemeindeverbindungsstraßen führen nach Großschwarzenlohe zur Kreisstraße RH 1 (2,7 km südwestlich), nach Röthenbach (2 km nordöstlich) und nach Raubersried (1 km südlich).
In Wendelstein selbst gibt es keinen Bahnhof mehr, die Strecke aus Feucht wurde Anfang der 1960er-Jahre eingestellt und abgebaut. Jedoch verläuft durch das östliche Gemeindegebiet die Schnellfahrstrecke Nürnberg–Ingolstadt. Im benachbarten Ort Feucht gibt es zwei Halte der S-Bahn Nürnberg.
Der Flughafen Nürnberg ist zirka 15 Kilometer Luftlinie von der Gemeinde entfernt, mit dem Auto ist er in zirka 30 Minuten zu erreichen.

## Bildung, Kultur und Sehenswürdigkeiten
- Gemeindebibliothek
- Metalldrücker- und Drechslermuseum

### Schulen und Kindergärten
- neun Kindergärten und zahlreiche Horte in den Ortsteilen
- vier Grundschulen in den Ortsteilen Röthenbach, Wendelstein, Groß- und Kleinschwarzenlohe
- Mittelschule und M-Zweig der Hauptschule
- Gymnasium, (im Schuljahr 2017/18 erster Abiturjahrgang)[46]
- Waldorfschule[47]

### Sonstiges
- Volkshochschule
- Mehrere private Gesangs- und Musikschulen[48]
- Eine Reitschule und zwei Gestüte

### Bauwerke, Denkmäler und Sehenswertes

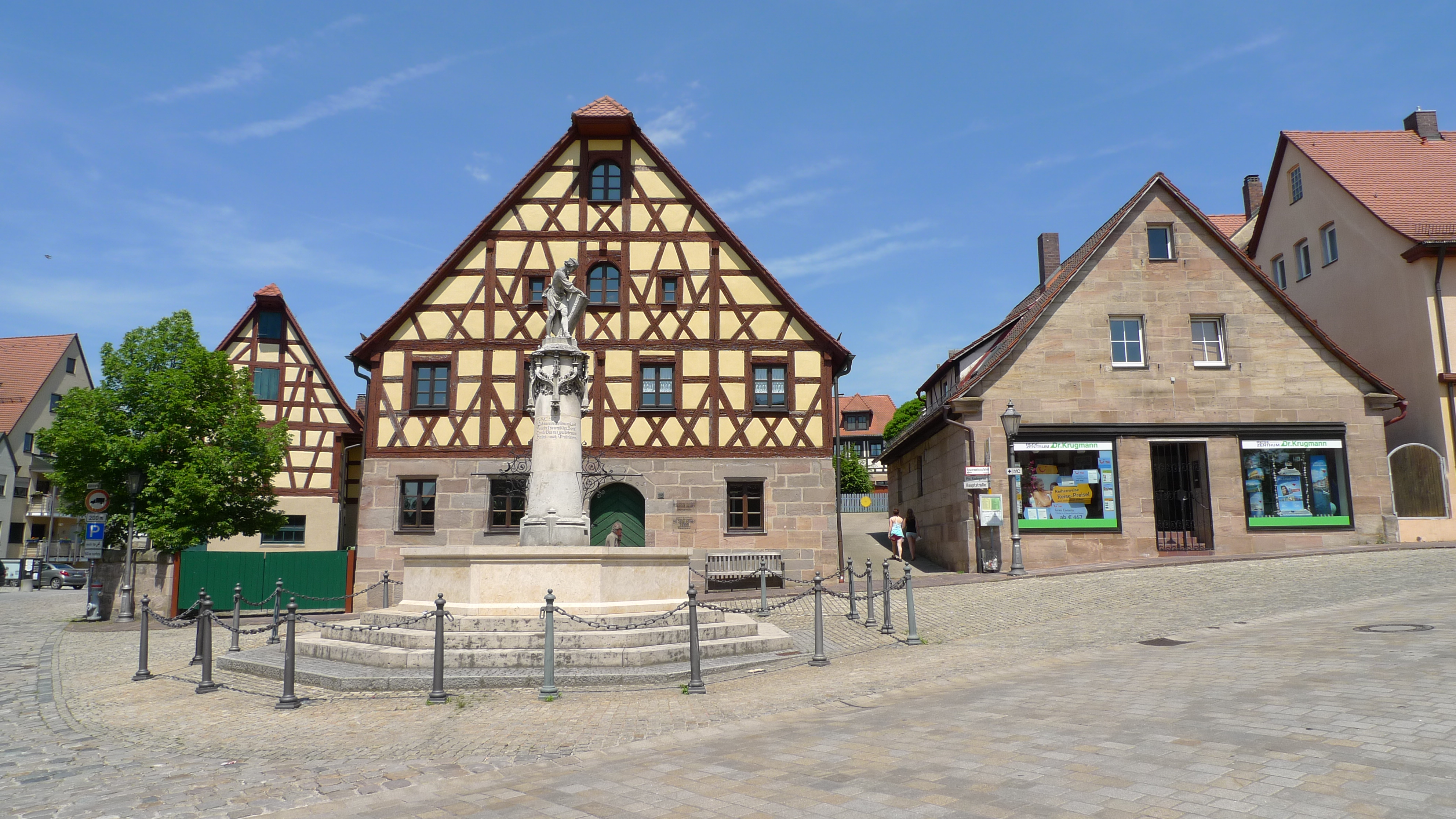
Ortszentrum mit Wendenbrunnen

- das historische Ensemble im Ortskern von Wendelstein, auch Altort genannt

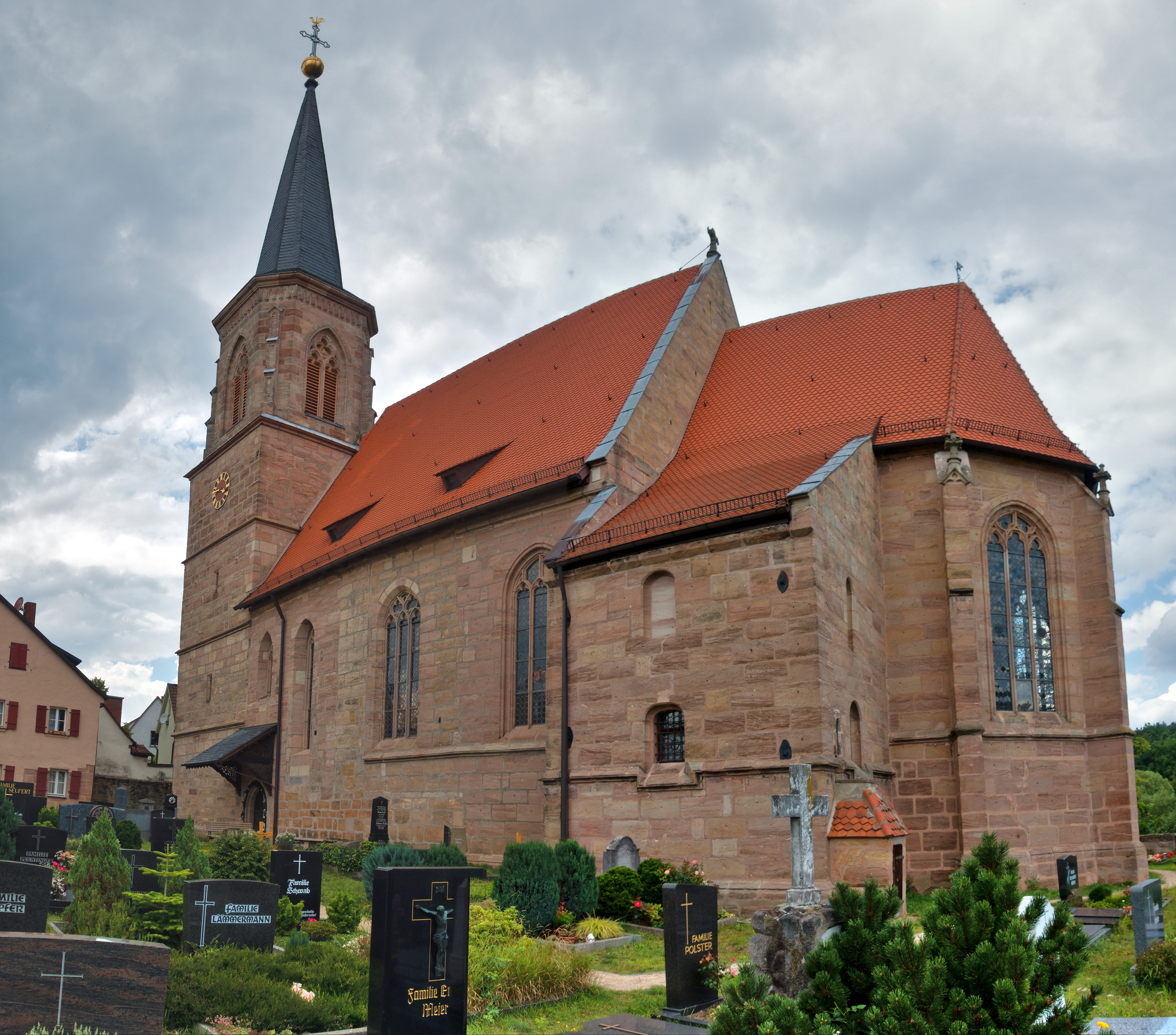
Evangelisch-lutherische Pfarrkirche St. Georg

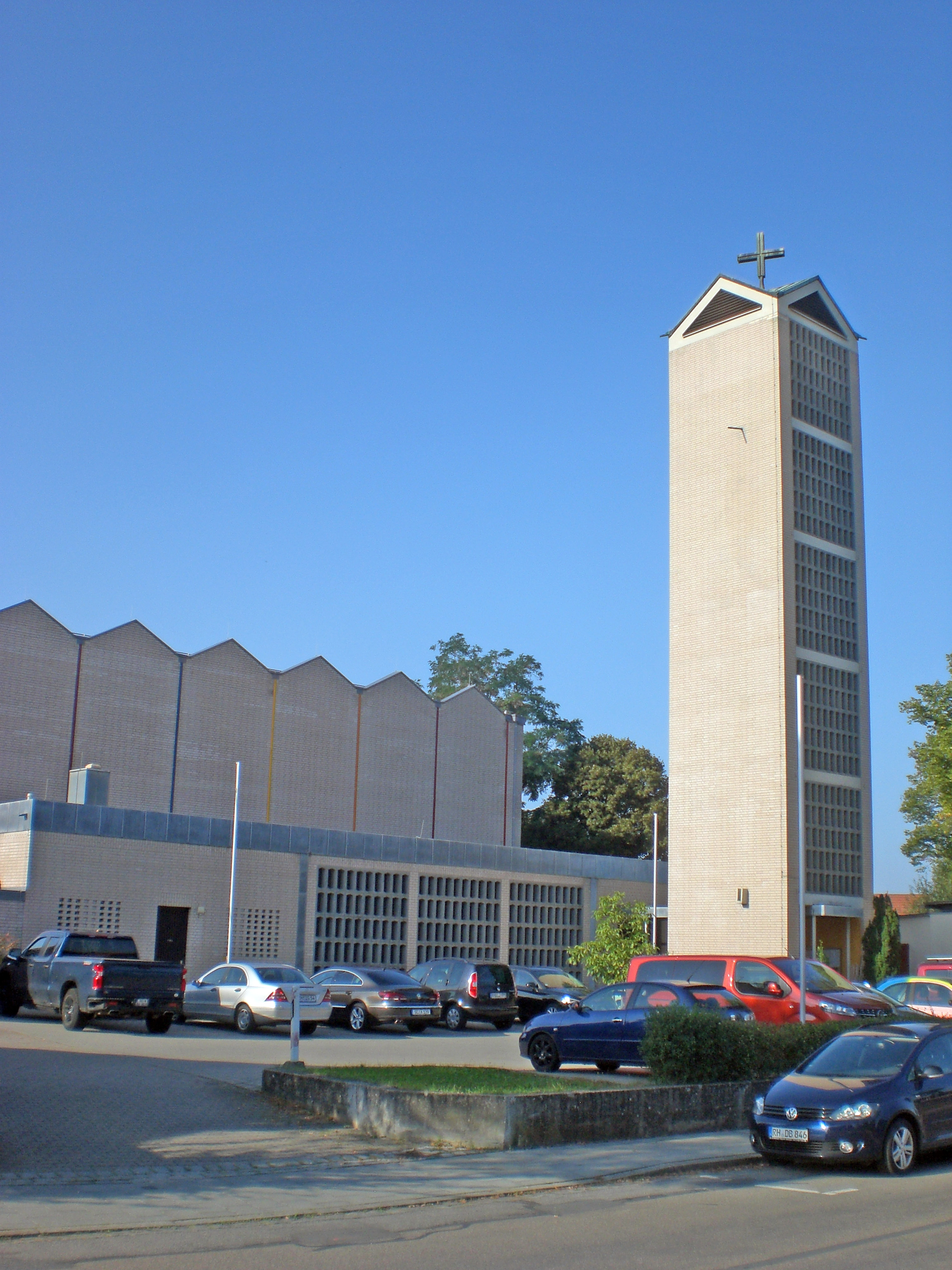
Katholische Kirche St. Nikolaus

- Allerheiligenkirche in Kleinschwarzenlohe mit Altar von Tilman Riemenschneider
- Evangelische Kirche St. Georg in Wendelstein. Der Altar von Hans Süß von Kulmbach aus dem Jahre 1510 befindet sich nach jahrelanger Auslagerung und Restaurierung seit 17. April 2001 wieder in der Achahildis-Kapelle, einer Seitenkapelle der Kirche.[49]
- Kirche St. Wolfgang in Röthenbach bei Sankt Wolfgang mit Schlupfaltar
- Schloss Kugelhammer in Röthenbach bei Sankt Wolfgang
- Der historische Ludwig-Donau-Main-Kanal verläuft durch das Gemeindegebiet; dort befinden sich die ehemalige Anlände für den Güterumschlag Wendelsteins und der Gauchsbach-Brückkanal, dem Gauchsbach-Leitgraben sowie zahlreiche Schleusen.
- Das 1437 erbaute Wendelsteiner Badehaus wurde 2012 abgebaut und ins Fränkische Freilandmuseum Bad Windsheim umgesetzt. Dort wurde es bis 2018 restauriert und wiederaufgebaut.
- Nördlich von Wendelstein befinden sich die aufgelassenen Steinbrüche des Wernloches und Fischleinsberg.

### Veranstaltungen
Seit 1993 findet jährlich (mit Ausnahme der Jahre 2020 und 2021 aufgrund der COVID-19-Pandemie) Ende April das überregional bekannte New-Orleans-Music-Festival statt, seit dem Jahr 2013 unter dem Namen Jazz & Blues Open Wendelstein.
Am letzten Juni-Wochenende wird die Wendelsteiner Kirchweih gefeiert, die sich durch den ganzen Altort und einen Teil der Röthenbacher Straße erstreckt. Anfang September folgt das Backofenfest, das seit 1987 der Heimatverein organisiert. In der Adventszeit gibt es einen kleinen Weihnachtsmarkt im Altort. Weitere Veranstaltungen finden regelmäßig im Casa de la Trova und in der Jegelscheune statt.

### Sport
Der TSV 1893 Wendelstein e. V., kurz TSV Wendelstein, ist ein Mehrspartensportverein mit 11 Abteilungen, der neben Handball u. a. auch die Sportarten Fußball, Leichtathletik, Segeln, Tennis, Tischtennis  und Turnen anbietet
Handball: Die TSV-Handballabteilung hatte große Erfolge mit der mittelfränkischen Meisterschaft und den damit verbundenen Aufstieg in die fünftklassige „Bayerische Landesliga“. Der TSV Wendelstein nimmt mit zwei Herrenmannschaften, zwei Damenteams und mehreren Nachwuchsmannschaften am Spielbetrieb des Bayerischen Handballverbandes (BHV) teil. Das erste Damenteam spielt in der Saison 2024/25 in der Regionalliga und die Männermannschaft in der Bezirksliga Mittelfranken.
- Nordbayerischer Landesligameister und Aufstieg in die „Regionalliga“ (Frauen) 2024/25

## Persönlichkeiten
- Johannes Cochläus (* 10. Januar 1479 in Raubersried; † 11. Januar 1552 in Breslau), Humanist und Theologe
- Christoph Hieronymus Voit von Wendelstein († 18. August 1718 in St. Jobst), Jurist in Nürnberg[55][56]
- Wilhelm Jegel (* 3. Mai 1826 in Nürnberg; † 24. Oktober 1890 in Wendelstein), Bürgermeister von 1870 bis 1890, Reichstags- und Landtagsabgeordneter, Steinbruchbesitzer
- Richard Klein  (* 11. Dezember 1934 in Fürth; † 20. November 2006), Althistoriker, außerplanmäßiger Professor für Alte Geschichte an der Universität Erlangen-Nürnberg, lebte in Wendelstein.[57]
- Adam Scharrer (* 13. Juli 1889 in Kleinschwarzenlohe; † 2. März 1948 in Schwerin), Schriftsteller
- Anton Hausladen (* 7. März 1894 in Wendelstein; † 12. September 1949 in Fürth), KPD-Funktionär, Gewerkschaftsfunktionär und Widerstandskämpfer gegen den Nationalsozialismus
- Hans Hausladen (* 19. Januar 1901 in Wendelstein; † 10. August 1938), Bergmann, Politiker und Gewerkschafter
- Alfons Hutter (* 1953 in Wendelstein), katholischer Geistlicher
- Siegfried Wentz (* 7. März 1960 in Röthenbach bei Sankt Wolfgang), Leichtathlet, Zehnkämpfer, Medaillengewinner bei Olympia, Welt- und Europameisterschaften